# Ponera swezeyi
Ponera swezeyi (лат.) — вид мелких муравьёв рода Ponera из подсемейства Ponerinae (Formicidae).

## Распространение
Австралия, Мозамбик, Танзания, Япония. Гавайские и Соломоновы острова, Самоа, Токелау, Фиджи.

## Описание
Мелкого размера муравьи жёлтого цвета (около 2 мм). Отличаются светлой окраской и мелкими размерами (ширина головы от 0,29 до 0,33 мм). Усики рабочих и самок 12-члениковые. Нижнечелюстные щупики 2-члениковые, нижнегубные щупики состоят из 2 сегментов (формула щупиков 2,2). Голова вытянутая. Глаза мелкие и неотчётливые (около 3 фасеток), оцеллии у рабочих отсутствуют (у самок есть). Жвалы треугольные, лобные валики отсутствуют. Стебелёк между грудкой и брюшком состоит из одного массивного членика (петиоль).
Вид был впервые описан в 1933 году американским мирмекологом Уильямом Уилером под первоначальным названием Pseudocryptopone swezeyi Wheeler W.M., 1933 по материалам с Гавайских островов.